# Batelusia zebra
Batelusia zebra är en fjärilsart som beskrevs av Druce 1910. Batelusia zebra ingår i släktet Batelusia och familjen juvelvingar. Inga underarter finns listade i Catalogue of Life.

## Bildgalleri

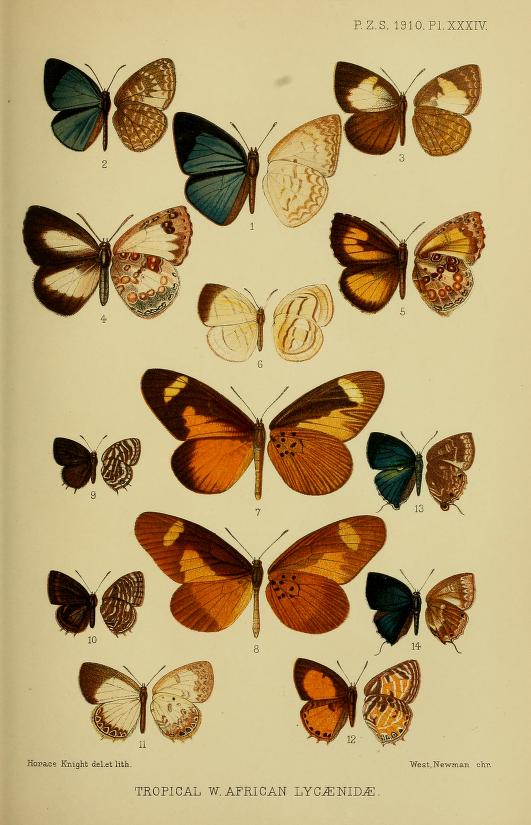